# Ichneumon subtestaceus
Ichneumon subtestaceus là một loài tò vò trong họ Ichneumonidae.